# 1614 en arts plastiques
| Années des arts plastiques : 1611 - 1612 - 1613 - 1614 - 1615 - 1616 - 1617    |
| Décennies des arts plastiques : 1580 - 1590 - 1600 - 1610 - 1620 - 1630 - 1640 |

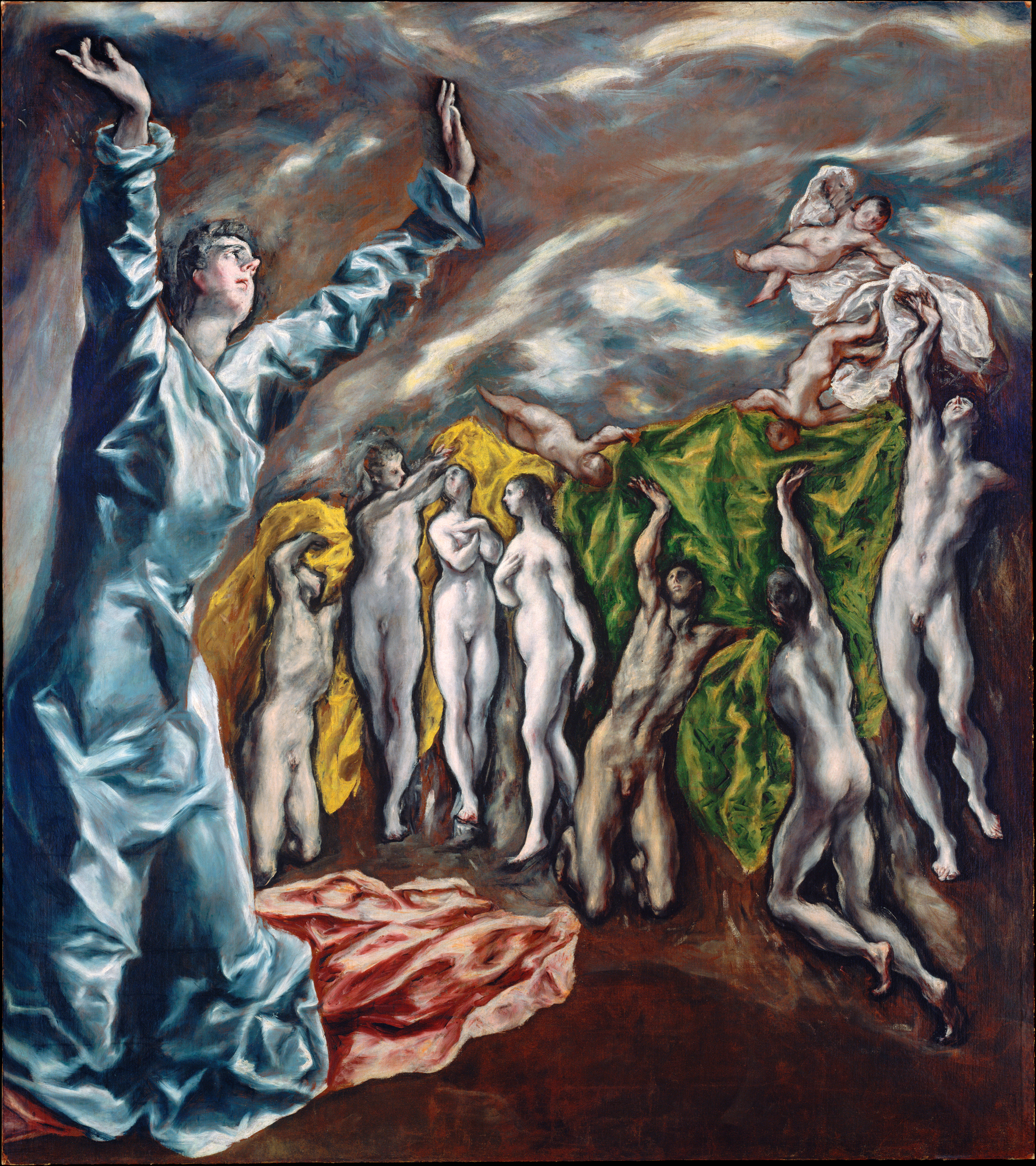
La Vision de Saint Jean ou La vision apocalyptique, toile de El Greco, est achevée.

Cette page concerne l'année 1614 en arts plastiques.

## Œuvres
- Attribué à Guy François : saint Polycarpe de Smyrne et Saint Ignace d'Antioche (Musée Crozatier au Puy-en-Velay)[1]

## Naissances
- 25 mars : Juan Carreño de Miranda,  peintre espagnol († 3 octobre 1685),
- 8 juillet : Isaac Moillon, peintre français († 26 mai 1673),
- 3 août : Juan de Arellano, peintre espagnol († 13 octobre 1676),
- 19 novembre : Gusukuma Seihō, peintre de cour japonais († 16 novembre 1644),
- ?
  - Thomas Blanchet, peintre français († 21 juin 1689),
  - Claude François, franciscain récollet et peintre français († 17 mai 1685),
  - Walthère Damery, peintre d’histoire, de paysage et de portraits († 1678),
- Vers 1614 :
  - Pietro Paolo Baldini, peintre baroque italien († vers 1684),
  - Pedro Nuñez, peintre espagnol († 1654).

## Décès
- 19 février : Giovan Battista Bertucci il Giovane, peintre italien (° 15 février 1539),
- 10 mars : Isaac Claesz van Swanenburg, peintre néerlandais (° 19 août 1537),
- 7 avril : Le Greco (Domenico Theotokopoulos), peintre espagnol d'origine crétoise (° 1er octobre 1541),
- 11 août : Lavinia Fontana, peintre maniériste italienne de l'école romaine  (° 24 août 1552),
- 14 octobre : Jacob Bunel, peintre français  de la seconde école de Fontainebleau (° 6 octobre 1558),
- 25 décembre : Konoe Nobutada, poète, calligraphe, peintre et diariste de l'époque Azuchi Momoyama (° 23 novembre 1565),
- ? :
  - Cesare Arbasia, peintre maniériste italien (° 1540),
  - Giovanni De Vecchi, peintre maniériste italien (° 1536),
  - Filippo Paladini, peintre du maniérisme tardif italien (° 1544),
- Vers 1614 :
- Cesare Nebbia, peintre maniériste italien (° vers 1536).